# Theridion gyirongense
Theridion gyirongense là một loài nhện trong họ Theridiidae.
Loài này thuộc chi Theridion. Theridion gyirongense được miêu tả năm 1987 bởi Hu & S. Q. Li.